# Андреева, Алёна Сергеевна
Алёна Сергеевна Андреева (в браке - Рукина; родилась 21 ноября 1997 года, Каменск-Уральский, Свердловская область) — российская футболистка, полузащитник команды «Зенит». Выступала за женскую сборную России по футболу.

## Карьера
Футболом стала заниматься с 5 лет. Первый тренер — Востроухов Юрий Иванович. Выступает на позициях левого и центрального полузащитника, а также на позиции нападающего.

### Клубная
В чемпионате России дебютировала 13 апреля 2014 года в составе «ЦСП Измайлово» в матче против «Зоркого», выйдя в стартовом составе и проведя полный матч. 18 мая 2014 года забила свой первый гол в ворота «Рязань-ВДВ».
16 апреля 2015 дебютировала в составе «Чертаново» в матче против «Кубаночки» и отметилась голом на 90-й минуте матча. Серебряный (2018) и бронзовый (2017) призёр чемпионата России, финалистка Кубка России (2017).
В июле 2023 года до конца года перешла в санкт-петербургский «Зенит» на правах аренды, в финальном матче сезона за чемпионство против ЦСКА забила решающий второй гол и сделала «Зенит» дважды подряд Чемпионом России, после чего полноценно перешла в «Зенит».

### В сборной
В юниорской сборной России дебютировала 19 августа 2012 года в товарищеском матче против сборной Азербайджана и отметилась голом на 7 минуте матча и была заменена на 41 минуте матча. Первую официальную игру за юниорскую сборную провела 29 октября 2012 года в первом отборочной квалификации юниорского Чемпионата Европы 2013 года против сборной Румынии и оформила хет-трик, забив на 8, 50 и 53 минутах матча и стала лучшим бомбардиром юниорской сборной России с 4 голами в 3 матчах в отборе.
В молодежной сборной России дебютировала 17 марта 2014 года в товарищеской матче против сборной Белоруссии и была заменена на 46 минуте матча. Первую официальную игру за сборную провела 5 апреля 2014 года против сборной Хорватии в элитном раунде Чемпионата Европы.
В сборной России провела первый матч 9 февраля 2014 года против сборной США, выйдя на замену на 88-й минуте матча вместо Пантюхиной. С апреля 2018 года в течение трёх лет не выступала за сборную, в 2021 году вернулась в команду. 25 ноября 2021 года забила свой первый гол за сборную в ворота Азербайджана.

## Достижения
- Чемпион России: 2023, 2024
- Серебряный призёр чемпионата России: 2018
- Бронзовый призёр чемпионата России: 2017
- Лучший бомбардир юниорской сборной России: 7 голов[источник не указан 2316 дней]
- Бронзовый призёр Международного турнира в Бразилии: 2016